# Accordo di programma
Un accordo di programma (AdiP), nel diritto amministrativo italiano, è una convenzione tra enti territoriali (regioni, province o comuni) ed altre amministrazioni pubbliche mediante la quale le parti coordinano le loro attività per la realizzazione di opere, interventi o programmi di intervento.

## Disciplina normativa
Presente in alcune legislazioni nazionali in alcune normative settoriali degli anni 1980, venne introdotto in Italia dall'art. 27 della legge 8 giugno 1990 n. 142 ed è ora disciplinato dall'art. 34 del d.lgs. 18 agosto 2000, n. 267.
Secondo il predetto art. 34 si può ricorrere all'accordo di programma per la definizione e l'attuazione di opere, di interventi o di programmi di intervento che richiedono, per la loro completa realizzazione, l'azione integrata e coordinata di comuni, di province, di regioni, di amministrazioni statali e di altri soggetti pubblici (ad esempio, comunità montane) o comunque di due o più tra i soggetti predetti.

## Caratteristiche
Attraverso l'accordo di programma si procede all'approvazione di progetti di opere pubbliche comprese nei programmi dell'amministrazione e per le quali siano immediatamente utilizzabili i relativi finanziamenti. In tal caso l'approvazione dell'accordo di programma comporta la dichiarazione di pubblica utilità, indifferibilità ed urgenza delle opere (che, peraltro, cessa di avere efficacia se le opere non hanno avuto inizio entro tre anni).
L'accordo di programma può prevedere procedimenti di arbitrato, nonché interventi surrogatori di eventuali inadempienze dei soggetti partecipanti. La vigilanza sull'esecuzione dell'accordo di programma e gli eventuali interventi sostitutivi competono ad un collegio (collegio di vigilanza) presieduto dal presidente della regione o dal presidente della provincia o dal sindaco e composto da rappresentanti degli enti locali interessati, nonché dal prefetto del capoluogo della regione o dal prefetto della provincia interessata se all'accordo partecipano amministrazioni statali o enti pubblici nazionali.
Allorché l'intervento o il programma di intervento comporti il concorso di due o più regioni finitime, la conclusione dell'accordo di programma è promossa dalla Presidenza del Consiglio dei ministri, cui spetta la convocazione della conferenza. Il collegio di vigilanza è in questo caso presieduto da un rappresentante della Presidenza del Consiglio dei ministri ed è composto dai rappresentanti di tutte le regioni che hanno partecipato all'accordo. La Presidenza del Consiglio dei ministri rappresenta nel collegio di vigilanza tutte le amministrazioni statali o enti pubblici nazionali partecipanti.

## Procedimento
Il procedimento per la conclusione dell'accordo è promosso dal presidente della regione, dal presidente della provincia o dal sindaco, in relazione alla competenza primaria o prevalente sull'opera o sugli interventi o sui programmi di intervento, anche su richiesta di uno o più dei soggetti interessati, per assicurare il coordinamento delle azioni e per determinarne i tempi, le modalità, il finanziamento ed ogni altro connesso adempimento. Ne segue che in un accordo di programma una delle parti deve essere necessariamente una regione, una provincia o un comune (cd. soggetti necessari).
Per verificare la possibilità di concordare l'accordo di programma, il presidente della regione o il presidente della provincia o il sindaco convoca una conferenza tra i rappresentanti di tutte le amministrazioni interessate.
L'accordo, consistente nel consenso unanime del presidente della regione, del presidente della provincia, dei sindaci e delle altre amministrazioni interessate, è "approvato" con atto formale del presidente della regione o del presidente della provincia o del sindaco ed è pubblicato nel bollettino ufficiale della regione. Nonostante il termine utilizzato dal legislatore, non si tratta di approvazione in senso proprio, giacché all'organo che emana il relativo atto non è concessa alcuna discrezionalità in ordine all'emanazione: è un atto dovuto di esternazione, che conferisce efficacia esterna all'accordo.
L'accordo, qualora adottato con decreto del presidente della regione, determina le eventuali e conseguenti variazioni degli strumenti urbanistici e sostituisce il permesso a costruire, sempre che vi sia l'assenso del comune interessato. Infatti, ove l'accordo comporti variazione degli strumenti urbanistici, l'adesione del sindaco deve essere ratificata dal consiglio comunale entro trenta giorni a pena di decadenza.

## Ente capofila
Un accordo di programma comporta l'individuazione, tra tutti gli enti partecipanti all'accordo, di un unico ente capofila. Solitamente la scelta del capofila ricade sull'ente più rilevante da un punto di vista storico, demografico o amministrativo. Il ruolo dell'ente capofila, spesso coincidente con l'ente promotore dell'accordo, consiste nel coordinamento tra tutti gli enti consociati, nella mediazione tra le varie posizioni espresse nonché nell'espletamento dell'intera documentazione, ossia degli atti amministrativi e della relativa contabilità.